# Friedrich Küch
Friedrich Küch (* 3. März 1863 in Salmünster; † 18. September 1935 in Marburg) war ein deutscher Archivar und Historiker.

## Leben
Im Jahre 1869 zog Friedrich Küch wegen der Versetzung des Vaters, der als Rentmeister arbeitete, nach Hanau. Friedrich Küch besuchte dort 1872 bis 1881 die Hohe Landesschule, wo er Schüler von Georg Wolff war. Ab 1881 studierte er in Leipzig, ab 1883 in Marburg, wo er 1887 promoviert wurde. Ab 1893 arbeitete er am Stadtarchiv Düsseldorf, ab 1898 am Staatsarchiv Marburg, dessen Direktor er von 1914 bis zur Pensionierung 1929 war. 1922 wurde er Honorarprofessor an der Universität Marburg.
Er war 1897 Gründungsmitglied der Historischen Kommission für Hessen und Waldeck, 1900 bis 1914 ihr Schriftführer, 1914 bis 1919 ihr Schatzmeister und von 1919 bis 1929 ihr Vorsitzender. Im Jahr 1921 wurde er zum korrespondierenden Mitglied der Göttinger Akademie der Wissenschaften gewählt. Schon im Ruhestand, unterzeichnete er im November 1933 das Bekenntnis der deutschen Professoren zu Adolf Hitler.
Sein älterer Bruder war der Physiker und Chemiker Richard Küch (1860–1915).

## Schriften (Auswahl)
- Politisches Archiv des Landgrafen Philipp des Großmütigen von Hessen. Inventar der Bestände. DNB 450133664:
  - Band 1: Landgräfliche Personalien. Allgemeine Abteilung (= Publikationen aus den k. preußischen Staatsarchiven. Band 78). Hirzel, Leipzig 1904, DNB 578763877.
  - Band 2: Staatenabteilungen: Kaiser, Aachen–Nürnberg (= Publikationen aus den k. preußischen Staatsarchiven. Band 85). Hirzel, Leipzig 1910, DNB 990738450.
- Quellen zur Rechtsgeschichte der Stadt Marburg. 2 Bände. Elwert, Marburg 1918–1931, DNB 551841028.
- Die Bau- und Kunstdenkmäler im Regierungsbezirk Cassel. Band 8: Kreis Marburg-Stadt. Teil 1: Atlas. Elwert, Marburg 1934, DNB 365177873.